# سيلفان مونسورو
سيلفان مونسورو (بالفرنسية: Sylvain Monsoreau)‏ (20 مارس 1981 في سانت سير إكول) لاعب كرة قدم فرنسي يلعب حاليا لصالح نادي الدرجة الأولى سانت إتيان .
الفرنسي في مركز الظهير الأيسر .

## المسيرة الرياضية
بدأ مونسورو مسيرته الرياضية في نادي سوشو سنة 1999 . شارك في أول مباراة رسمية أمام نادي بوردو وانتهت بالفوز 2-1 سنة 2001 . خلال 6 مواسم شارك في 110 مباراة مسجلا 4 أهداف . في موسم 2003-2004 شارك في 6 مباريات في بطولة كأس الاتحاد الأوروبي مسجلا هدف واحد . في صيف سنة 2005 انتقل إلى نادي ليون حيث شارك في 19 مباراة في بطولة دوري الدرجة الأولى ومباراتين في بطولة دوري أبطال أوروبا . ساهم في فوز نادي ليون ببطولة دوري الدرجة الأولى للموسم الخامس على التوالي . في سنة 2006 انتقل إلى نادي موناكو ثم انتقل إلى نادي سانت إتيان في سنة 2008 .

## روابط خارجية
- سيلفان مونسورو على موقع إي إس بي إن إف سي (الإنجليزية)
- سيلفان مونسورو على موقع قاعدة بيانات كرة القدم.إي يو (الإنجليزية)
- سيلفان مونسورو على موقع ليكيب (الفرنسية)
- سيلفان مونسورو على موقع Soccerway.com (الإنجليزية)
- سيلفان مونسورو على موقع عالم كرة القدم.نت (الإنجليزية)
- سيلفان مونسورو على موقع كووورة